# ويلهلم ويبر
ويلهلم ويبر (بالألمانية: Wilhelm Weber) (و. 1916 – 2005 م) هو عالم اقتصاد، وأستاذ جامعي، من النمسا، ولد في فيينا، توفي في فيينا، عن عمر يناهز 89 عاماً.

## مناصب وهيئات
أدار جامعة فيينا.